# Cucumis baladensis
Cucumis baladensis là một loài thực vật có hoa trong họ Cucurbitaceae. Loài này được Thulin mô tả khoa học đầu tiên năm 1991.